# Hiroshi Yoshida
|  | Aquest article tracta sobre l'esportista. Vegeu-ne altres significats a «Hiroshi Yoshida (artista)». |

Hiroshi Yoshida (Prefectura de Shizuoka, Japó, 11 de febrer de 1958) és un exfutbolista japonès.

## Selecció japonesa
Hiroshi Yoshida va disputar 9 partits amb la selecció japonesa.